# カール・リヒャルト・レプシウス
カール・リヒャルト・レプシウス（Karl(またはCarl) Richard Lepsius、1810年12月23日 - 1884年7月10日）は、ドイツのエジプト学者。プロイセン王国によるエジプト遺跡調査を指導した。

## 生涯
レプシウスはザクセン王国のナウムブルク（ウィーン会議以降はプロイセン王国に属した）に生まれた。ライプツィヒ大学、ゲッティンゲン大学、ベルリン大学で学び、イグウィウムの青銅板（ウンブリア語刻文）に関する論文によって1833年にベルリン大学の博士の学位を取得した。同年パリに移り、翌1834年の『言語研究の道具としての古文字学』によってヴォルネー賞を得た。
当初レプシウスは古文字学と比較言語学の研究者として活躍していたが、1832年のシャンポリオンの死によってエジプト学の火が絶えることを恐れたブンゼン(ドイツ語版)やフンボルトの勧めによってエジプト研究に移った。レプシウスは4年間にわたってイタリア・オランダ・イギリスを旅行して、各地で収集されたエジプトの遺物を調査し、1837年にイタリアでヒエログリフに関する最初の研究「ロッセリーニ氏への手紙」を公刊した。この論文で、レプシウスはシャンポリオンの体系を再検討し、ヒエログリフには1字で2つ以上の子音を表す文字があることを明らかにした。

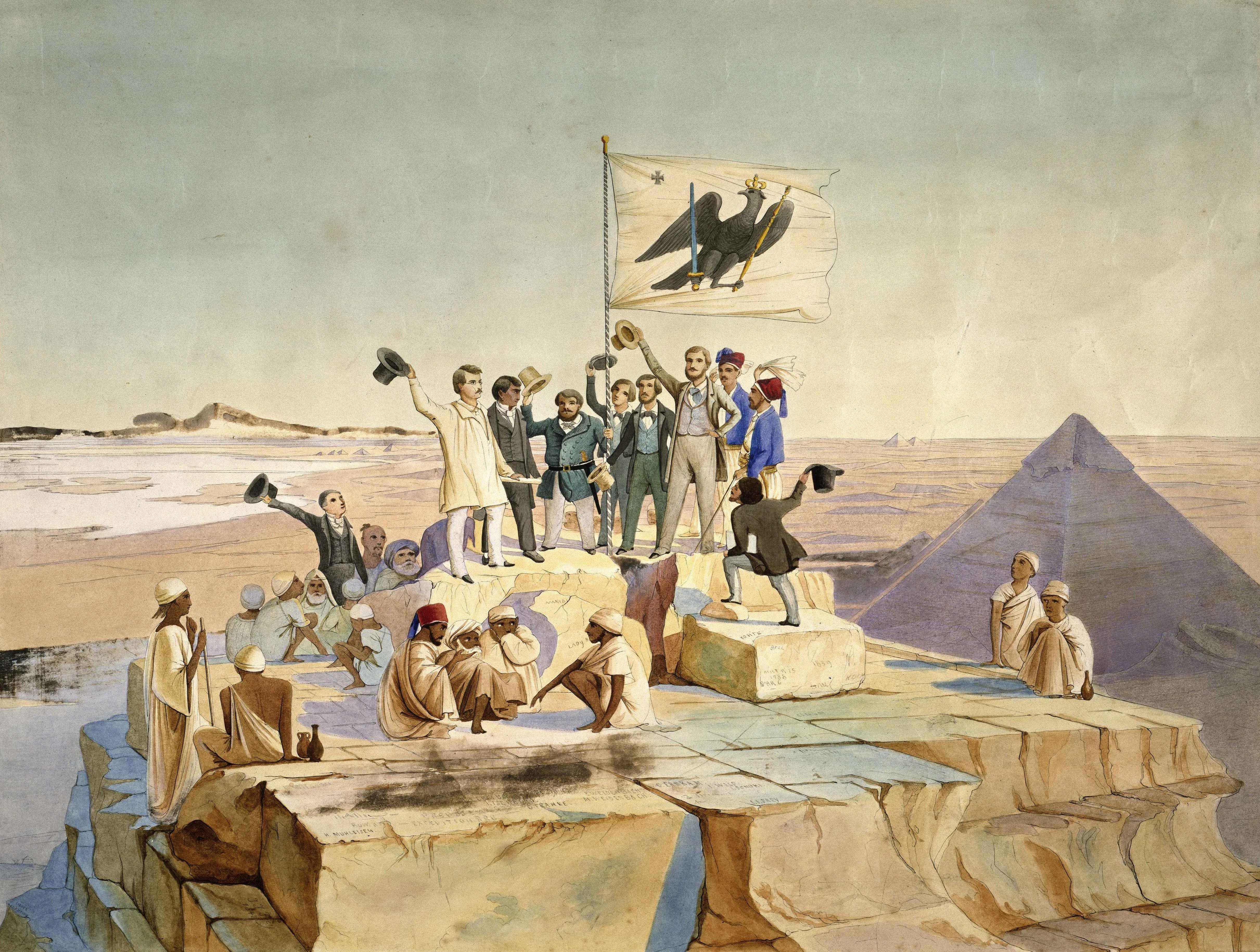
ギザの大ピラミッドの上でフリードリヒ・ヴィルヘルム4世の誕生日を祝う調査団の一行

1842年から1845年にかけてプロイセン王国の国王フリードリヒ・ヴィルヘルム4世はエジプトへ大規模な遺跡調査隊を送った。レプシウスはその総指揮者をつとめ、南はスーダンのハルツームから北はシリアに至るまで調査した。調査隊は新たに30基のピラミッドを発見し、130基のマスタバを調査した後、15,000点以上にのぼる膨大な資料をベルリンに持ち帰った。帰国後の1846年にレプシウスはエリーザベト・クライン（作曲家ベルンハルト・クラインの娘）と結婚し、ベルリン大学のエジプト学教授に就任した。
調査の結果は1850年代の10年間をかけて巨大な『エジプトとエチオピアのモニュメント』(Denkmäler aus Aegypten und Aethiopien) 全12巻にまとめられた。この書物はプロイセンの国費で公刊され、国威をかけて、フランスの『エジプト誌』を強く意識した豪華なつくりになっていた。
レプシウスは1865年にベルリンのエジプト博物館の館長、1873年に王立図書館の館長に就任した。
1866年に再びエジプトを訪れ、エジプト第21王朝の首都タニスの遺跡でカノプス勅令を発見した。この碑文はロゼッタ・ストーンと同様にヒエログリフとデモティックの古代エジプト語、およびギリシア語で書かれていたが、エジプト語部分をシャンポリオンの方法で読んだ結果がギリシア語部分によく一致した。これによってシャンポリオンの解読が正しいことが明らかになった。

## 主な業績
レプシウスは67基からなるピラミッドのリスト(英語版)をはじめて作成した。
『エジプトとエチオピアのモニュメント』以外にもエジプト関係の多くの著書を残した。
- Das Totenbuch der Ägypter. Leipzig. (1842)（エジプト死者の書）
- Die Chronologie der Ægypter. 1. Berlin. (1849)
- Briefe aus Aegypten, Aethiopien und der Halbinsel des Sinai. Berlin. (1852)
- Königsbuch der Ägypter. Berlin. (1858)
- Die Längenmasse der Alten. Berlin. (1884)（古代オリエントの単位について）

19世紀にはアフリカなどの無文字言語のために聖書を翻訳する必要が生じ、ロンドンでそのためのラテン文字による表記方法に関する会議が持たれた。レプシウスは汎用の標準的なラテン文字表記方法(英語版)を提案し、すぐさま英国聖公会宣教協会で承認された。
- Das allgemeine linguistiche Alphabet. Berlin. (1854)
- Standard Alphabet for reducing Unwritten Languages and Foreign Graphic Systems to a Uniform Orthography in European Letters. London. (1855)（上の英訳、1863年に改訂）

レプシウスは当時ほとんど知られていなかったヌビア語をはじめとするアフリカ諸言語を研究した。代表的な著書に晩年の『ヌビア語文法』がある。
- Nubische Grammatik. Berlin. (1880)